# UFC 152
UFC 152: Jones vs. Belfort（ユーエフシー・ワンフィフティツー：ジョーンズ・バーサス・ベウフォート）は、アメリカ合衆国の総合格闘技団体「UFC」の大会の一つ。2012年9月22日、カナダ・オンタリオ州トロントのエア・カナダ・センターで開催された。

## 大会概要
UFC 151の開催がキャンセルされた事により、UFC世界ライトヘビー級タイトルマッチが本大会で組まれた。当初、ジョン・ジョーンズ対リョート・マチダのカードが発表されたが、リョートが対戦を固辞した。その後、マウリシオ・ショーグンに対戦を打診したが、ショーグンも辞退したため、最終的にビクトー・ベウフォートと対戦することとなった。

### カード変更
負傷などによるカードの変更は以下の通り。
- ダン・ミラー → ランス・ベノイスト（第5試合）

- リョート・マチダ → ビクトー・ベウフォート（第12試合）

- マット・ハミル vs. ウラジミール・マティシェンコ → マティシェンコの負傷により中止

## 試合結果

### アーリープレリム
第1試合 ウェルター級ワンマッチ 5分3R
○  カイル・ノーク vs.  チャーリー・ブレネマン×
1R 0:45 TKO（右ストレート→パウンド）
第2試合 バンタム級ワンマッチ 5分3R
○  ミッチ・ゲイグノン vs.  ワレル・ワトソン ×
1R 1:09 リアネイキドチョーク
第3試合 ウェルター級ワンマッチ 5分3R
○  セス・バジンスキー vs.  シメオン・ソーレンセン ×
1R 4:10 KO（左フック）

### プレリミナリーカード
第4試合 フェザー級ワンマッチ 5分3R
○  マーカス・ブリメージ vs.  ジミー・ヘッテス ×
3R終了 判定3-0（29-28、29-28、29-28）
第5試合 ウェルター級ワンマッチ 5分3R
○  ショーン・ピアソン vs.  ランス・ベノイスト ×
3R終了 判定3-0（29-28、29-28、29-28）
第6試合 ライト級ワンマッチ 5分3R
○  TJ・グラント vs.  エヴァン・ダナム ×
3R終了 判定3-0（29-28、30-27、29-28）
第7試合 ライトヘビー級ワンマッチ 5分3R
○  ヴィニシウス・マガリャエス vs.  イゴール・ポクラヤッチ ×
2R 1:40 腕ひしぎ十字固め

### メインカード
第8試合 フェザー級ワンマッチ 5分3R
○  カブ・スワンソン vs.  チャールズ・オリベイラ ×
1R 2:40 KO（右フック）
第9試合 ライトヘビー級ワンマッチ 5分3R
○  マット・ハミル vs.  ロジャー・ホレット ×
3R終了 判定3-0（29-28、30-27、30-27）
第10試合 ミドル級ワンマッチ 5分3R
○  マイケル・ビスピン vs.  ブライアン・スタン ×
3R終了 判定3-0（29-28、29-28、29-28）
第11試合 フライ級王座決定トーナメント 決勝 5分5R
○  デメトリアス・ジョンソン vs.  ジョセフ・ベナビデス ×
5R終了 判定2-1（48-47、47-48、49-46）
※ジョンソンが王座獲得に成功。
第12試合 UFC世界ライトヘビー級タイトルマッチ 5分5R
○  ジョン・ジョーンズ vs.  ビクトー・ベウフォート ×
4R 0:54 アメリカーナ・アームロック
※ジョーンズが4度目の防衛に成功。

### 各賞
ファイト・オブ・ザ・ナイト： TJ・グラント vs. エヴァン・ダナム
ノックアウト・オブ・ザ・ナイト： カブ・スワンソン
サブミッション・オブ・ザ・ナイト： ジョン・ジョーンズ
各選手にはボーナスとして65,000ドルが支給された。